# CCC-Filmkunst

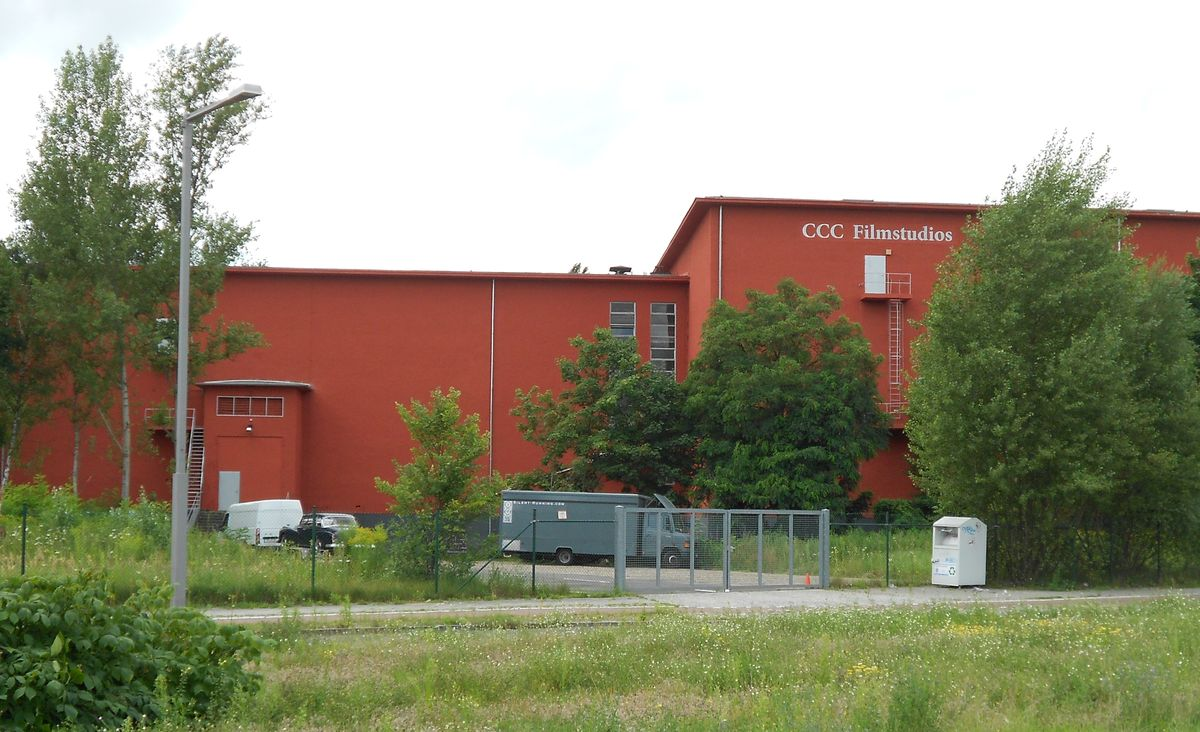
Filmstudios der CCC Filmkunst GmbH in Berlin-Haselhorst

Die CCC-Filmkunst (Central Cinema Company) ist eine 1946 in Berlin gegründete deutsche Filmproduktionsfirma. Mit mehr als 200 produzierten Kinofilmen zählt sie zu den bekanntesten Filmfirmen in Deutschland.

## Gründung und erste Filme
Am 16. September 1946 gründete Artur Brauner zusammen mit Joseph Einstein die Central Cinema Comp.-Film GmbH mit einem Stammkapital von 21.000 Reichsmark. Bereits zwei Monate später schied Einstein wieder aus der Gesellschaft aus und Brauner wurde alleiniger Gesellschafter.
Der erste von der CCC produzierte Film war 1947 das Lustspiel Herzkönig unter der Regie von Helmut Weiss. Ambitionierter war der darauf folgende Film Morituri von Eugen York, der die Geschichte polnischer KZ-Flüchtlinge erzählte. Morituri wurde allerdings an den Kinokassen ein Misserfolg. Mit den drei 1949 produzierten Filmen Mädchen hinter Gittern (Regie: Alfred Braun), Man spielt nicht mit der Liebe (Regie: Hans Deppe) und Fünf unter Verdacht (Regie: Kurt Hoffmann) fand die CCC erstmals ihr Erfolgsrezept und bewegte sich in einer Mischung aus Drama, Kriminalfilm und komödiantischen Aspekten zwischen ernsthafter Kinokunst und Unterhaltungsfilm.

## 1950er Jahre

Historisches Logo der CCC-Film

Die CCC setzte diese Linie Anfang der 1950er Jahre fort und produzierte neben Komödien wie Unschuld in tausend Nöten (Regie: Carl Boese) auch dramatische und am Zeitgeschehen orientierte Filme wie Epilog – Das Geheimnis der Orplid (Regie: Helmut Käutner), Sündige Grenze (Regie: R. A. Stemmle) und Schwarze Augen (Regie: Géza von Bolváry). Da das Publikum eher leichte Unterhaltung bevorzugte, verlegte sich die CCC mehr und mehr auf Lustspiele wie Der keusche Lebemann (1952, Regie: Carl Boese) und Raub der Sabinerinnen (1954, Regie: Kurt Hoffmann) sowie Abenteuerfilme wie Maharadscha wider Willen (1950, Regie: Ákos von Ráthonyi) und Stern von Rio (1954, Regie: Kurt Neumann) sowie Melodramen wie Die Privatsekretärin (1953, Regie: Paul Martin) und Liebe ohne Illusion (1955, Regie: Erich Engel).
Ambitionierte Projekte waren Die Spur führt nach Berlin (1952, Regie: Franz Cap) und Der 20. Juli (1955, Regie: Falk Harnack). Literaturverfilmungen ergänzten ab Mitte der 1950er Jahre das Produktportfolio der CCC, etwa Die Ratten (1955, Regie: Robert Siodmak) nach Gerhart Hauptmann, Studentin Helene Willfüer (1956, Regie: Rudolf Jugert) nach Vicki Baum oder Vor Sonnenuntergang (1956, Regie: Gottfried Reinhardt) nach Gerhart Hauptmann.
Die CCC erwarb bereits 1950 das Gelände einer Versuchsanstalt für chemische Kampfstoffe in Berlin-Haselhorst und nutzte die vorhandenen Räumlichkeiten für die Filmproduktion. Bis zum Ende der 1950er Jahre wurden dort fünf weitere Hallen erbaut. Das Gelände wurde somit zu einem der am modernsten ausgestatteten Filmstudios Europas. Fernsehanstalten aus den USA nutzten diese Möglichkeiten und produzierten dort regelmäßig Programme.

## 1960er Jahre

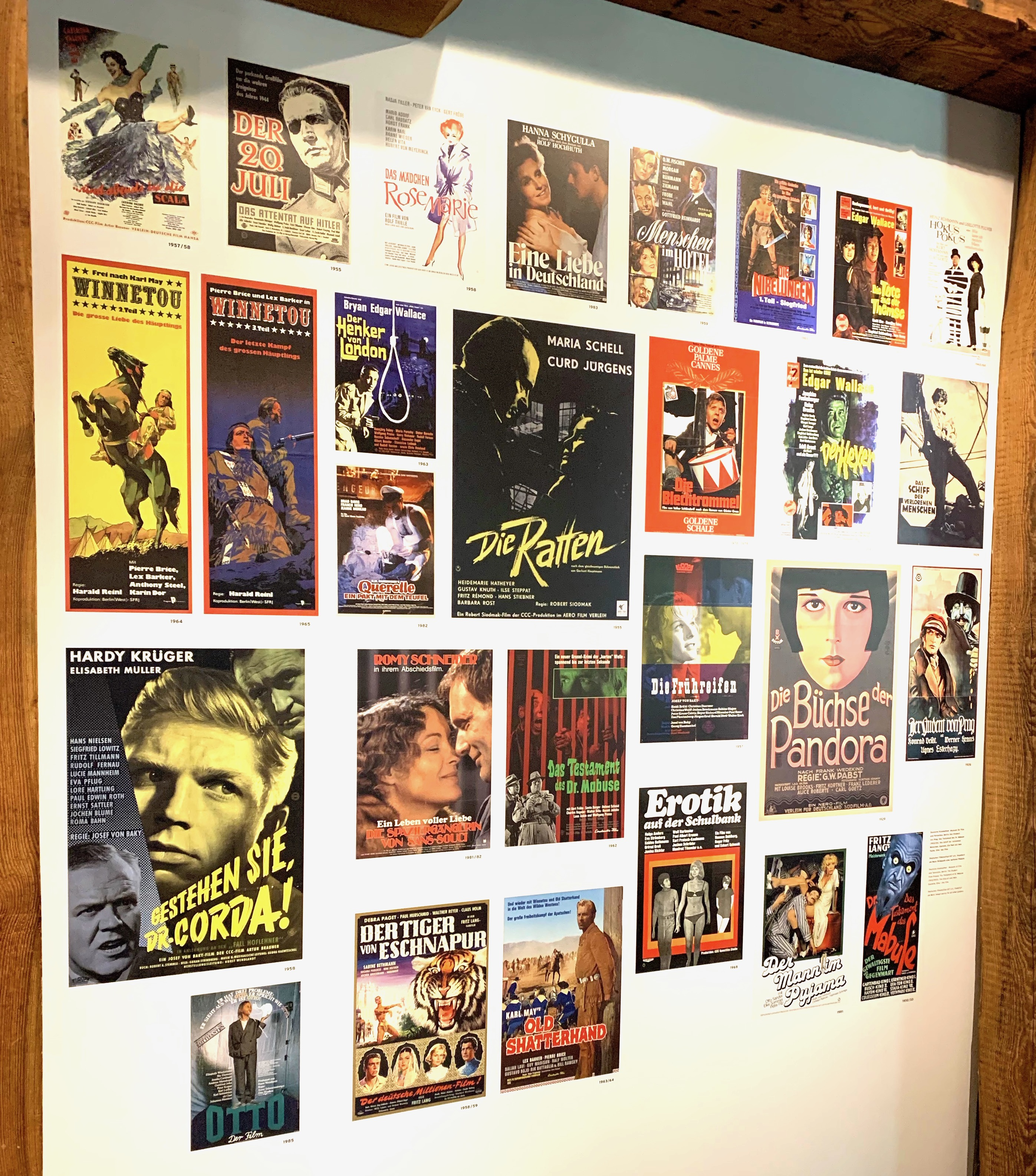
Filmplakate der CCC Filmkunst von 1950–1990

Die CCC bekam einen neuen Titelvorspann mit Musik von Martin Böttcher, der dann auch die Musik zu zehn Karl-May-Filmen schrieb, für Brauner jedoch nur die Musik zu Der Schut (1964) und Winnetou und Shatterhand im Tal der Toten (1968).
Brauner musste die von ihm geschaffenen Produktionskapazitäten auslasten und verlegte sich in den 1960ern auf aufwändige Großproduktionen und Historiendramen wie Der Tiger von Eschnapur und Das indische Grabmal (1959, Regie: Fritz Lang), Herrin der Welt (1960, Regie: William Dieterle), Dschingis Khan (in Coproduktion mit Irving Allen, 1964, Regie: Henry Levin), Die Nibelungen (1966/67, Regie: Harald Reinl) oder Kampf um Rom (1968, Regie: Robert Siodmak). Brauner holte dafür emigrierte Filmregisseure wie Lang, Siodmak, Dieterle oder Gerd Oswald nach Deutschland zurück und setzte auf die Zusammenarbeit mit routinierten amerikanischen B-Filmern wie Hugo Fregonese und Russ Meyer.
Mitte der 1960er Jahre wurde in der Bundesrepublik unter dem Eindruck der französischen Nouvelle Vague der Ruf nach zeitgemäßeren, aus persönlichen Erfahrungen gespeisten Filmen laut. Brauner propagierte daraufhin seine Idee der „Riskanten Welle“, doch der einzige Versuch eines solchen Projekts Mensch und Bestie unter der Regie von Edwin Zbonek misslang künstlerisch wie kommerziell. Die CCC verlegte sich wieder auf den populären Unterhaltungsfilm und produzierte mehrere Karl-May-Verfilmungen: Old Shatterhand  und Der Schut (beide 1964), Der Schatz der Azteken und dessen Fortsetzung Die Pyramide des Sonnengottes (beide 1965) sowie noch im selben Jahr Durchs wilde Kurdistan und dessen Fortsetzung Im Reiche des silbernen Löwen, für die der Star Lex Barker erst seine zusätzliche Gage einklagen musste. Der Abschluss einer der erfolgreichsten Filmreihen Deutschlands erfolgte mit der CCC-Produktion Winnetou und Shatterhand im Tal der Toten (1968). Außerdem realisierte die Firma zwischen 1960 und 1964 eine kleine Filmreihe nach dem berühmten Dr.-Mabuse-Stoff sowie weitere Kriminalfilme, darunter Der Fluch der gelben Schlange (1963) nach Edgar Wallace und im Fahrwasser der erfolgreichen Filmreihe mehrere Filme nach Vorlagen dessen Sohnes Bryan Edgar Wallace. Bereits 1965 musste Brauner sein Studiogelände erheblich verkleinern, als das ZDF dort nicht mehr produzierte und komplett nach Mainz zog.

## Seit den 1970er Jahren
1970 erhielt der CCC-Film Der Garten der Finzi Contini (Il Giardino dei Finzi-Contini) von Vittorio De Sica den Oscar als Best Foreign Language Film, der von der italienischen Filmfirma Documento Film koproduziert wurde.
Anfang der 1970er schloss Brauner seine Studios und entließ die letzten verbliebenen 85 Angestellten. Statt einer kontinuierlichen Filmproduktion verlegte sich Brauner mit der CCC auf einzelne Projekte wie Sie sind frei, Dr. Korczak (1974, Aleksander Ford), Eine Liebe in Deutschland (1983, Andrzej Wajda) oder Hanussen (1988, István Szabó). Filme wie Die weiße Rose (1983, Michael Verhoeven), Hitlerjunge Salomon (1990, Agnieszka Holland), Babij Jar – Das vergessene Verbrechen (2003, Jeff Kanew) und Der letzte Zug (2006, Joseph Vilsmaier und Dana Vávrová) zeugen von Brauners nachhaltigem Interesse, die Verbrechen des Nationalsozialismus künstlerisch zu thematisieren.

## 2000er Jahre
Es folgten TV-Serien wie z. B. Im Namen des Gesetzes (RTL), die mehr als 13 Jahre alle Episoden von 1993 bis 2007 in den Filmstudios Haselhorst drehten.
2006 bis Ende 2008 wurden in Atelier 4 die erste, zweite und die dritte Staffel der erfolgreichen und mit dem Grimme-Preis gekrönten ZDF-Serie KDD-Kriminaldauerdienst gedreht.
Seit Mitte 2015 zeichnet Artur Brauners Tochter Alice für die Sanierung der CCC-Filmstudios in Haselhorst verantwortlich.
Der gesamte Studioanteil der ersten deutschen Netflix-Serie Dark wurde zu Beginn 2017 komplett in den CCC-Filmstudios gedreht. Zudem wurde nach dem großen Erfolg der Mini-Serie Ku’damm 56 der gesamte Studioanteil der Nachfolge-Mini-Serie Ku’damm 59 in allen drei Ateliers gedreht.
Die Filmstudios Haselhorst bestehen aber nurmehr aus 4 Hallen, die darüber hinaus keine installierte Studio-Beleuchtungstechnik aufweisen. Die Studios bestehen weiterhin und sind unter dem Namen Filmatelier Haselhorst GmbH noch in Betrieb.